# Rascal the Raccoon
«Енот по имени Раскал» (яп. あらいぐまラスカル Арайгума Расукару, Araiguma Rasukaru, Rascal the Raccoon) — аниме, созданное на студии Nippon Animation и выпущенное в 1977 году. Снято по мотивам автобиографического романа «Раскал, мемуары лучшей эры» Стерлинга Норта. Является частью серии «Театр мировых шедевров». В создании аниме участвовали три режиссёра: Хироси Хайто и Сэйдзи Эндо (серии 1—29), а также Сигэо Коси (30—52). В создании ключевой анимации участвовал Хаяо Миядзаки.
Множество енотов были ввезены в Японию в качестве домашних животных после успеха этого сериала.